# Mycena cryptomeriicola
Mycena cryptomeriicola é uma espécie de cogumelo da família Mycenaceae. Foi descrita cientificamente por Imazeki e Toki em 1955.